# Montpezat-sous-Bauzon
Montpezat-sous-Bauzon település Franciaországban, Ardèche megyében. Lakosainak száma 756 fő (2022. január 1.). Montpezat-sous-Bauzon Barnas, Burzet, Meyras, Le Roux, Saint-Cirgues-en-Montagne, Saint-Pierre-de-Colombier, Thueyts és Usclades-et-Rieutord községekkel határos.

## Népesség
A település népességének változása:
| Lakosok száma | 693  | 649  | 698  | 748  | 894  | 913  | 797  | 739  | 737  | 756  |
|               | 1968 | 1982 | 1990 | 2006 | 2013 | 2015 | 2017 | 2019 | 2020 | 2022 |